# The Barracks (Lost)
|  | Sammenskrivningsforslag Artiklen The Barracks (Lost) er foreslået føjet ind i Dharma Initiative. (Siden august 2020) Diskutér forslaget |

The Barracks ("kasernen", på DVD'en oversat til Barakkerne), også kendt ved tilnavnet Otherville og New Otherton, er en fiktiv landsby i den amerikanske tv-serie Lost, der introduceres første gang i tredje sæson. Byens officielle navn ikke er afsløret, er derfor givet tilnavnet "Otherville."

## Handling
Byen blev grundlagt af Dharma Initiative der ligeledes beboede den, indtil "De fjendtlige" angreb og udslettede byens beboere, i hvad der blev kendt som Udrensningen.
En betydelig del af tredje sæson udspiller sig i Otherville, og den figurerer allerede i sæsonens første afsnit, "A Tale of Two Cities." Derudover optræder byen i fra "Enter 77" og frem til "Left Behind" er er yderligere inkluderet gennem flashbacks i "One of Us" og "The Man Behind The Curtain."
The Others forlader byen, da de erfarer at The Castaways kender dens lokalitet.
| Lost | Spire Denne artikel om tv-serien Lost er en spire som bør udbygges. Du er velkommen til at hjælpe Wikipedia ved at udvide den. |